# Green Island (ö i Hongkong)
Green Island (kinesiska: 青洲) är en ö i Hongkong (Kina). Den ligger i den centrala delen av Hongkong.
Terrängen på Green Island är varierad. Öns högsta punkt är 55 meter över havet. 